# Погоржелице
Погоржелице (чеш. Pohořelice, нем. Pohrlitz) — город в районе Брно-пригород Южноморавского края Чехии с населением 4 711 жителей (2014).
Город расположен на реке Йиглава на расстоянии около 25 км к югу от города Брно на высоте 181 метр в одной из наиболее интересных чешских исторических областей с тысячелетними культурно-историческими традициями — Моравии. Находится недалеко от границы Чехии с Австрией.
С 2003 года является городом с расширенными полномочиями. Его административный округ состоит из 13 населённых пунктов.

## История
Первое письменное упоминание встречается в 1222 году в период правления королевы Кунигунды Славонской, когда он был королевским городком.
В 1945 город связан с печально известным «маршем смерти в Брно» по депортации немцев из Чехословакии после окончания Второй мировой войны. Тогда перемещение немецкого населения производилось пешком и на грузовиках в сторону Порлица (чешское название — Погоржелице) (нем. Pohrlitz) на чехословацко-австрийской границе. Длина пути составляла около 55 км.
Среди депортируемых, в основном, были женщины, дети и старики, так как большая часть мужского населения находилась в плену. Число депортированных оценивается по-разному, согласно чешским данным, оно составляет примерно 27 000 человек, то есть, около половины довоенного немецкого населения Брно (53 000). Советская администрация, контролирующая граничащий с Моравией сектор Австрии, запретила депортируемым сразу переходить границу в Австрию, и их первоначально разместили в лагере под Погоржелице (Порлицем). Здесь, на кладбище в братской могиле похоронено 890 человек, умерших в основном от дизентерии. Число жертв депортации оценивается по-разному. Немецкая сторона оценивает его в 4—8 тыс. погибших, чешская сторона называет 1691 жертву. Исследования 1990-х годов говорят о 5200 жертв.

## Население
| Год  | Численность | Численность |
| ---- | ----------- | ----------- |
| 1869 | 3553        | [ 6 ]       |
| 1880 | 4170        | [ 6 ]       |
| 1890 | 4372        | [ 6 ]       |
| 1900 | 4434        | [ 6 ]       |
| 1910 | 4444        | [ 6 ]       |
| 1921 | 4658        | [ 6 ]       |
| 1930 | 5225        | [ 6 ]       |
| 1950 | 3534        | [ 6 ]       |
| 1961 | 3836        | [ 6 ]       |
| 1970 | 4085        | [ 6 ]       |
| 1980 | 4554        | [ 6 ]       |
| 1991 | 4378        | [ 6 ]       |
| 2001 | 4362        | [ 6 ]       |
| 2014 | 4711        | [ 7 ]       |
| 2016 | 4814        | [ 8 ]       |
| 2017 | 4890        | [ 9 ]       |
| 2018 | 4961        | [ 10 ]      |
| 2019 | 5051        | [ 11 ]      |
| 2020 | 5133        | [ 12 ]      |
| 2021 | 5251        | [ 13 ]      |
| 2022 | 5312        | [ 14 ]      |
| 2023 | 5669        | [ 15 ]      |
| 2024 | 6071        | [ 3 ]       |

## Города-побратимы
- Брезова-под-Брадлом, Словакия

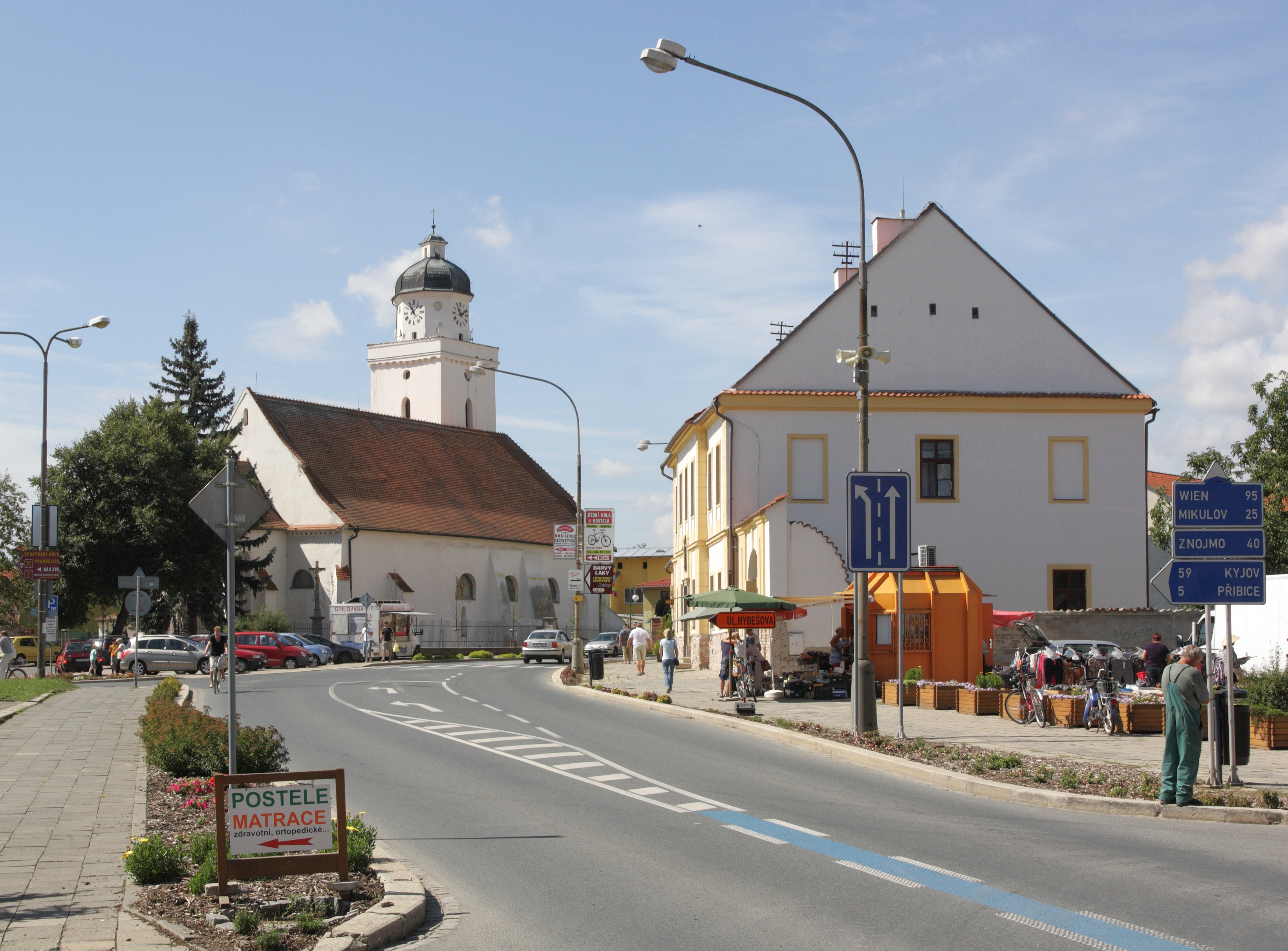
Центр города
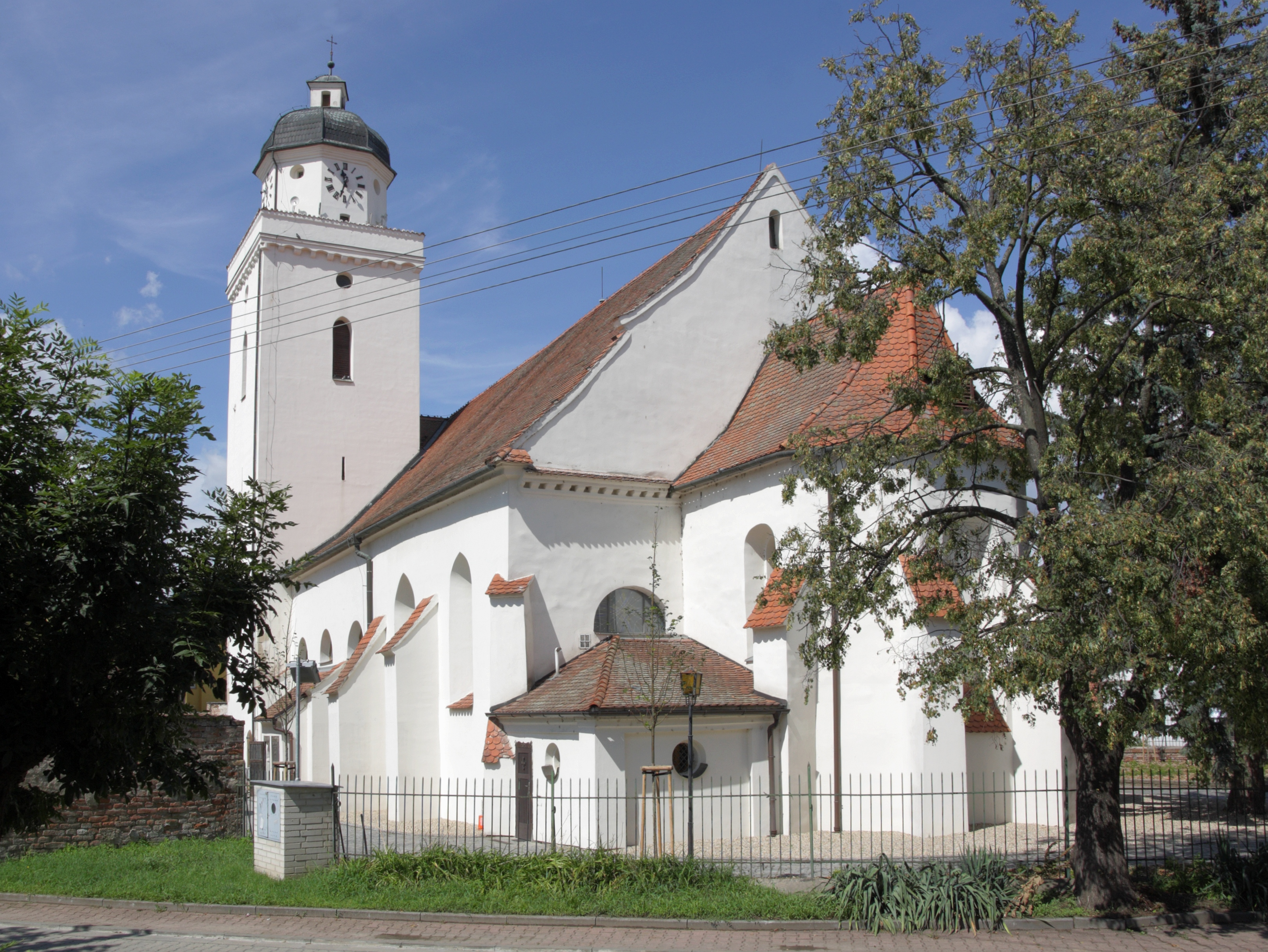
Костёл святого Якуба Старшего
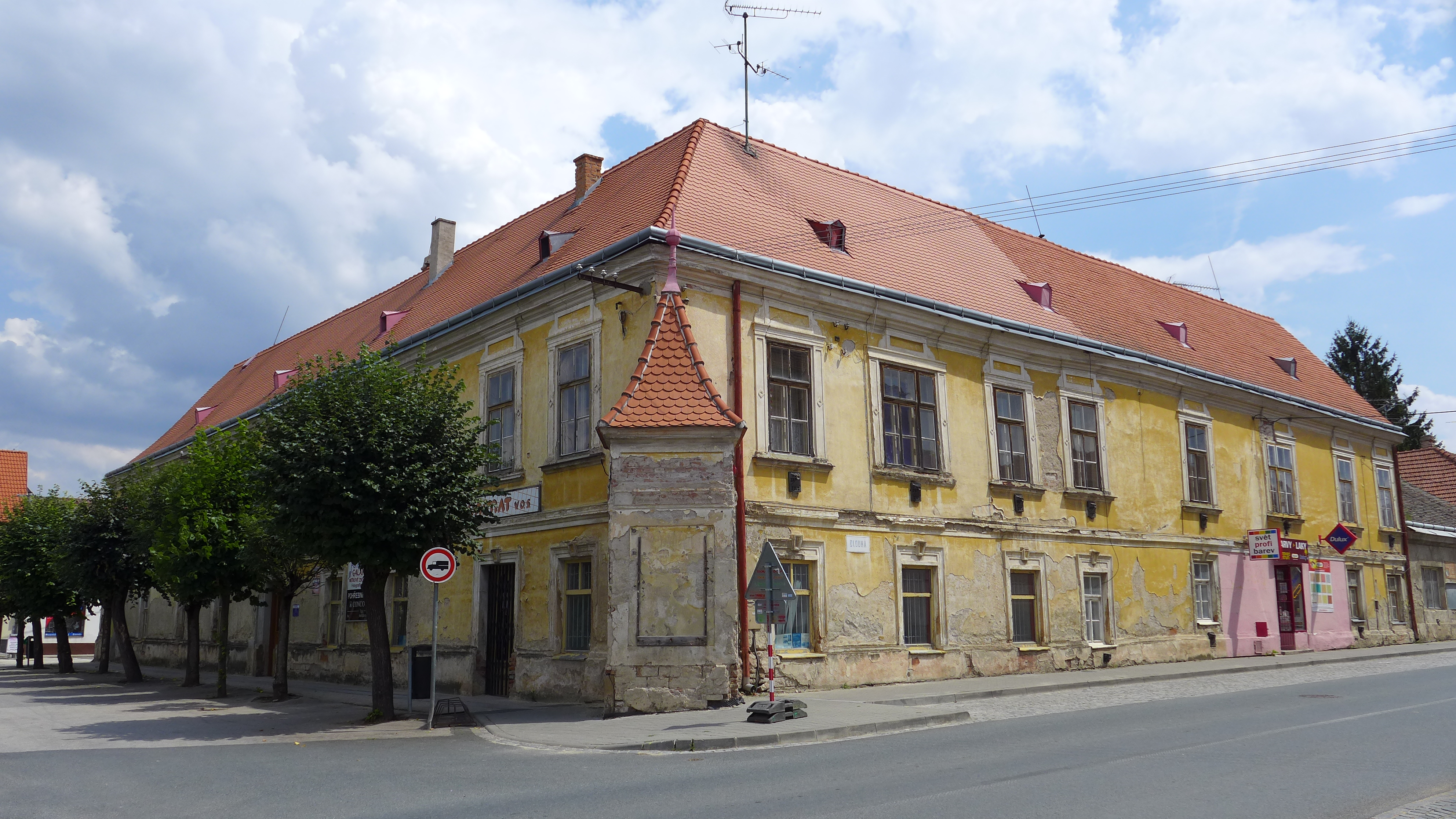
Отель «Hotel Pfann»
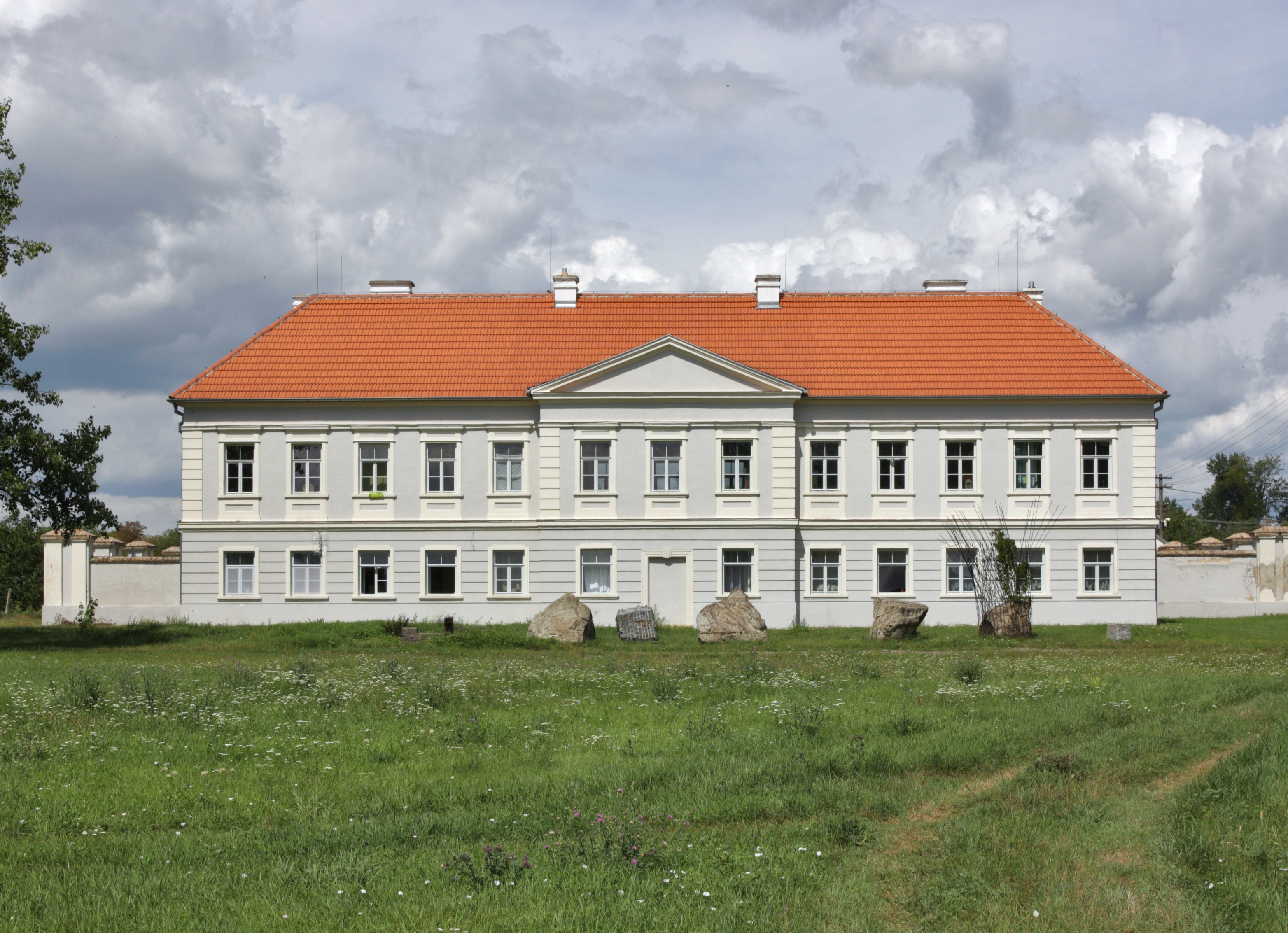
Охотничий дворец - Leopoldsruhe
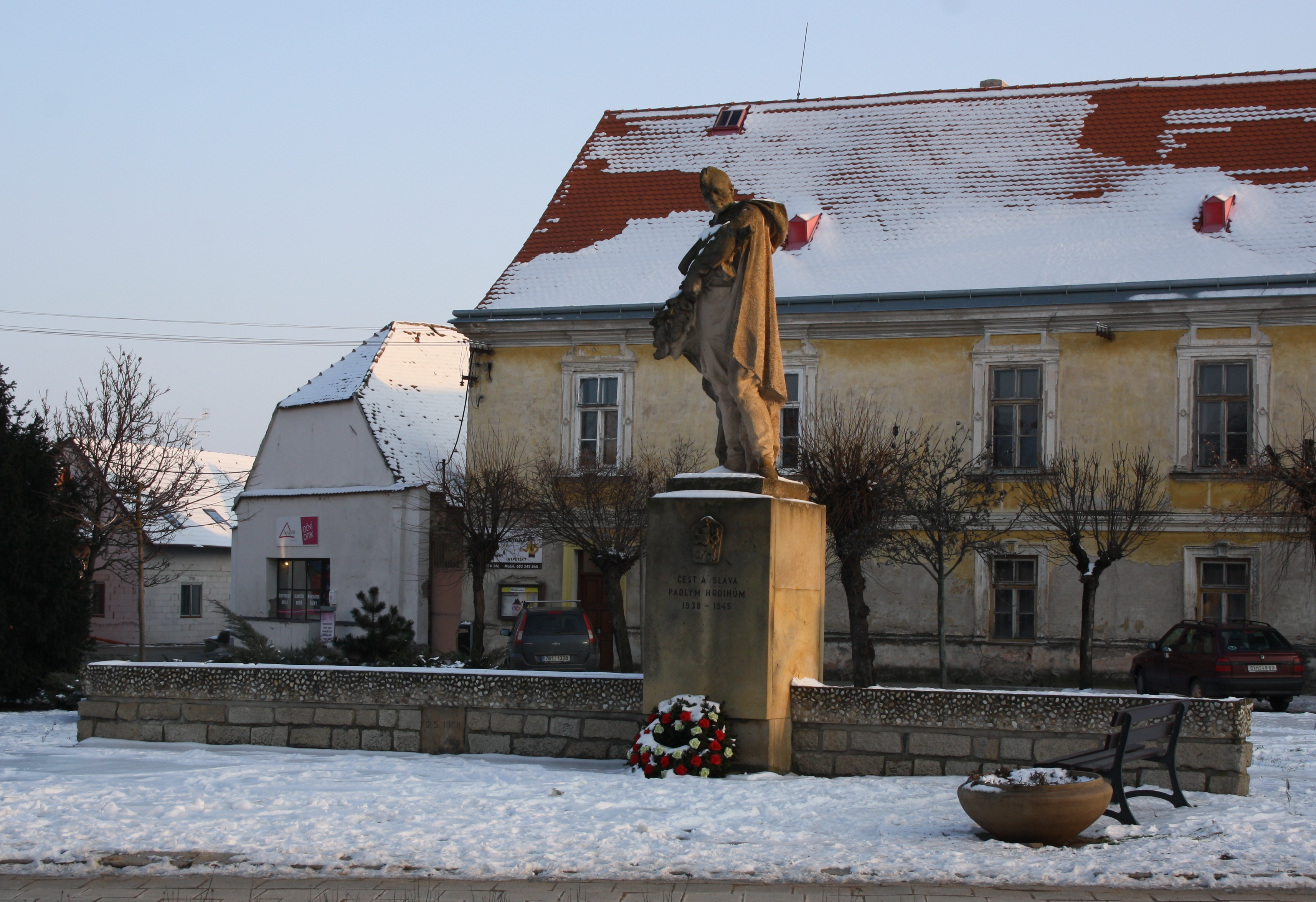
Памятник воинам Красной Армии